# Torch FC
El Torch FC es un club de fútbol estadounidense del borough de Perkasie, Condado de Bucks, Pensilvania. Fue fundado en 2009 y actualmente juega en la National Premier Soccer League, tercer división en el fútbol estadounidense.